# Hà biện Bắc Bộ
Hà biện Bắc Bộ (danh pháp: Habenaria tonkinensis) là một loài thực vật có hoa trong họ Lan. Loài này được Seidenf. mô tả khoa học đầu tiên năm 1977.